# Sopradominante
La sopradominante è il sesto grado di una scala diatonica. Ad esempio, nella scala maggiore di Do, la sopradominante è la nota La, e l'accordo di sopradominante è composto dalle note La, Do e Mi. Nella teoria musicale l'accordo di sopradominante si indica con il numero romano VI.